# Riachão do Jacuípe
Riachão do Jacuípe is een gemeente in de Braziliaanse deelstaat Bahia. De gemeente telt 33.666 inwoners (schatting 2009).

## Aangrenzende gemeenten
De gemeente grenst aan Candeal, Conceição do Coité, Feira de Santana, Ichu, Ipirá, Nova Fátima, Pé de Serra, Retirolândia, Serra Preta en São Domingos.